# Mutki (district)
Mutki (Koerdisch: Motkî) is een district binnen de Turkse provincie Bitlis, gelegen in de regio Oost-Anatolië. Het district heeft een oppervlakte van 1055,1 km². Hoofdplaats is Mutki. De stad bestaat benevens de hoofdplaats uit 60 dorpen en 11 buurtschappen.
De bevolkingsontwikkeling van het district is weergegeven in onderstaande tabel.
| 1997   | 2000   | 2007   |
| ------ | ------ | ------ |
| 38.564 | 39.990 | 34.805 |